# Nel Hermsen
Petronella Frederika (Nel) Hermsen (Amsterdam, 10 november 1924 – 25 september 2016) was een tennisspeelster uit Nederland. Zij was actief in het tennis van 1945 tot en met 1957. Na haar huwelijk in 1952 was ze bekend onder de naam Nel van der Storm-Hermsen.

## Loopbaan

### Nationaal
Hermsen werd verscheidene malen tenniskampioen van Nederland, in zowel het enkel-, het damesdubbel- als het gemengd dubbelspel:
- enkelspel: 1949, 1950, 1955
- damesdubbelspel: 1945 (met Jopie van der Wal), 1947 (met Jopie Roos-van der Wal), 1950 (met Eliane Scholten-Klein), 1952 en 1953 en 1955 (met Fenny ten Bosch), 1956 (met Jopie Roos-van der Wal)
- gemengd dubbelspel: 1949 (met Noke Linck), 1955 en 1956 en 1957 (met Fred Dehnert)

Zowel in 1947 (achter Madzy Rollin Couquerque) als in 1955 (achter Fenny ten Bosch) stond zij op de tweede plaats van de nationale ranglijst.
In 1955 werd Van der Storm-Hermsen, samen met Fenny ten Bosch en een viertal heren, afgevaardigd voor een landenontmoeting met Duitse tennissers, op 13 en 14 augustus 1955 te Noordwijk. Nog diezelfde maand won zij op de nationale tenniskampioenschappen op de Metz-banen in Scheveningen de titel in alle drie disciplines.

### Internationaal
Hermsen was tussen 1946 en 1957 frequent te vinden op de twee Europese grandslamtoernooien, waar zij wedstrijden speelde in alle drie disciplines – zij speelde op vier edities van Roland Garros en niet minder dan acht keer op Wimbledon. Haar beste resultaten in het enkelspel behelsden het bereiken van de derde ronde, eenmaal op Roland Garros (1949) en tweemaal op Wimbledon (1949 en 1951). Bij het vrouwendubbelspel ging zij vooral in zee met Nederlandse speelsters: vijfmaal met Jopie van der Wal, later Roos (1946Wb, 1947RG, 1948RG, 1952Wb en 1956Wb), tweemaal met Zus Schmier (1950Wb en 1951Wb) en eenmaal met Berna Thung (1957Wb). Buitenlandse partners waren de Française Jacqueline Marcellin (1949RG), de Ierse Meave Brennan (1949Wb) en de Amerikaanse Gloria Butler (1950RG). In het gemengd dubbelspel liet zij zich ook door enkele Nederlandse partners vergezellen: Huib Wilton (1946Wb), Ludwig Krijt (1948RG), Boebi van Meegeren (1949RG), John Linck (1950Wb), Hans van Dalsum (1952Wb en 1956Wb) en Fred Dehnert (1957Wb). Buitenlandse partners waren de Nieuw-Zeelander Jeff Robson (1947RG), de Zweed Börje Fornstedt (1948Wb), de Joegoslaaf Dragutin Mitić (1949Wb), de Australiër Harry Hopman (1950RG) en de Argentijn Heraldo Weiss (1951Wb).

## Resultaten grandslamtoernooien
| Legenda | Legenda                          |
| ------- | -------------------------------- |
| g.t.    | geen toernooi gehouden           |
| l.c.    | lagere categorie                 |
| –       | niet deelgenomen                 |
| G       | uitgeschakeld in de groepsfase   |
| 1R      | uitgeschakeld in de eerste ronde |
| 2R      | uitgeschakeld in de tweede ronde |
| 3R      | uitgeschakeld in de derde ronde  |
| 4R      | uitgeschakeld in de vierde ronde |
| KF      | uitgeschakeld in de kwartfinale  |
| HF      | uitgeschakeld in de halve finale |
| F       | de finale verloren               |
| W       | het toernooi gewonnen            |
| w-v     | winst/verlies-balans             |

† in 1946 en 1947 werd Roland Garros na Wimbledon gehouden

### Enkelspel
| toernooi        | 1946† | 1947† | 1948 | 1949 | 1950 | 1951 | 1952 |    | 1956 | 1957 |
| --------------- | ----- | ----- | ---- | ---- | ---- | ---- | ---- | -- | ---- | ---- |
| Australian Open | –     | –     | –    | –    | –    | –    | –    | –  | –    |      |
| Roland Garros   | –     | 2R    | 2R   | 3R   | 1R   | –    | –    | –  | –    |      |
| Wimbledon       | 2R    | –     | 1R   | 3R   | 2R   | 3R   | 1R   | 1R | 2R   |      |
| US Open         | –     | –     | –    | –    | –    | –    | –    | –  | –    |      |

### Vrouwendubbelspel
| toernooi        | 1946† | 1947† | 1948 | 1949 | 1950 | 1951 | 1952 |    | 1956 | 1957 |
| --------------- | ----- | ----- | ---- | ---- | ---- | ---- | ---- | -- | ---- | ---- |
| Australian Open | –     | –     | –    | –    | –    | –    | –    | –  | –    |      |
| Roland Garros   | –     | KF    | 1R   | KF   | 2R   | –    | –    | –  | –    |      |
| Wimbledon       | 1R    | –     | –    | 3R   | 3R   | 3R   | 1R   | 2R | 2R   |      |
| US Open         | –     | –     | –    | –    | –    | –    | –    | –  | –    |      |

### Gemengd dubbelspel
| toernooi        | 1946† | 1947† | 1948 | 1949 | 1950 | 1951 | 1952 |    | 1956 | 1957 |
| --------------- | ----- | ----- | ---- | ---- | ---- | ---- | ---- | -- | ---- | ---- |
| Australian Open | –     | –     | –    | –    | –    | –    | –    | –  | –    |      |
| Roland Garros   | –     | 2R    | 2R   | 2R   | KF   | –    | –    | –  | –    |      |
| Wimbledon       | 3R    | –     | 2R   | 2R   | 3R   | 3R   | 1R   | 2R | 2R   |      |
| US Open         | –     | –     | –    | –    | –    | –    | –    | –  | –    |      |